# تعليم ثانوي

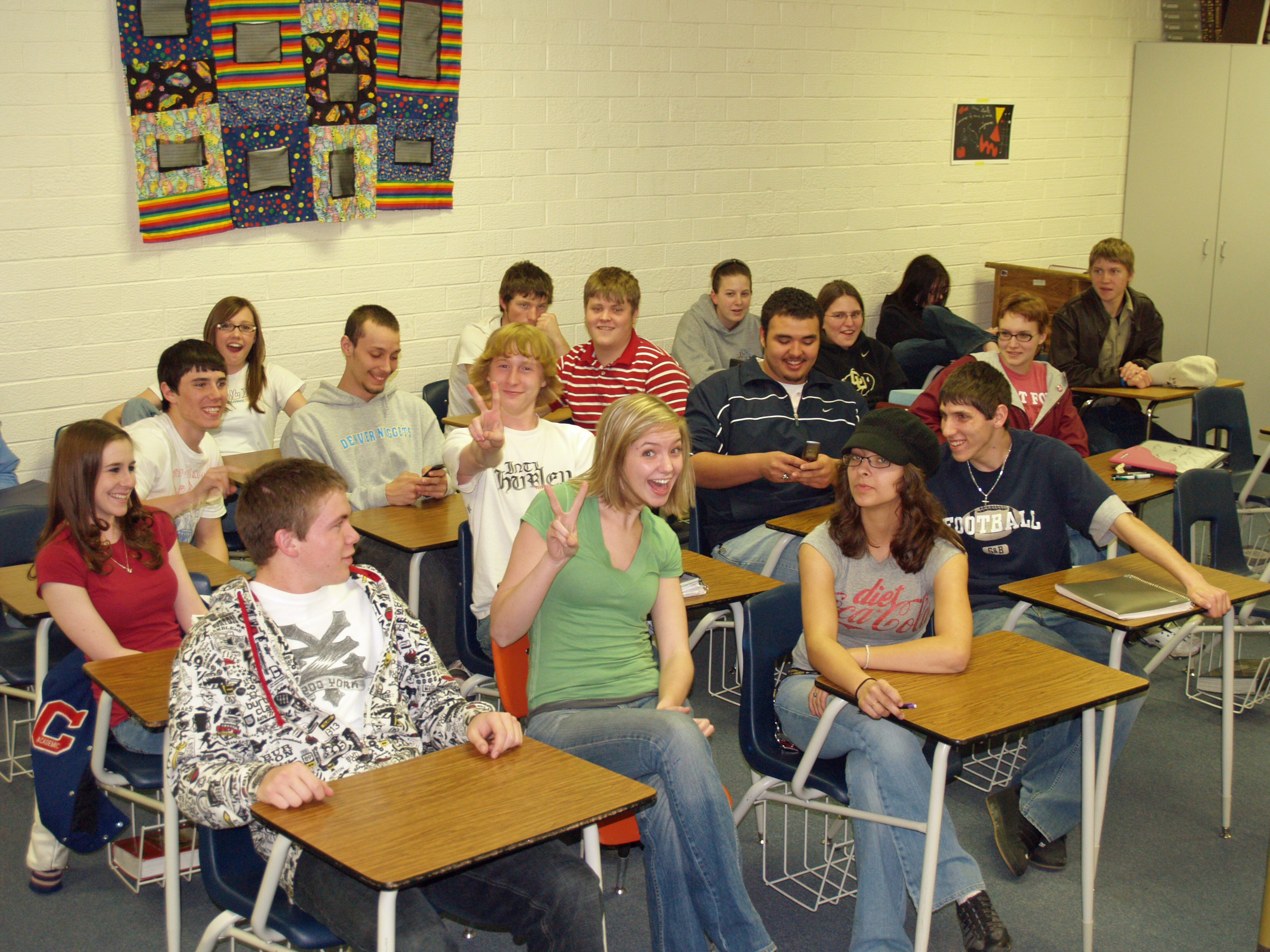

التعليم الثانوي هو المرحلة الأخيرة من التعليم المدرسي، يسبق هذه المرحلة التعليم الأساسي ويليه التعليم الثالثي الذي يشمل التعليم العالي. يُعدّ التعليم الثانوي هو فترة تعليم المراهقة أي للطلاب ما بين سني 11 عامًا وحتى سن 19 عامًا. ويختلف التقسيم في العمر بين بلد وآخر. وهو تعليم الزامي في بعض البلاد وليس كلها.
الغرض الأساس للتعليم الثانوي هو تحضير المتعلمين لمتابعة تحصيلهم العلمي في أي من مجالات التعليم الثالثي من تعليم عالي أو مهني أو تخصصي، أو للعمل في المستويات الأولى في الوظائف العامة أو الخاصة. وقد تقسَّم المرحلة الثانوية إلى شُعَبْ وتخصّصَات من أشهرها: العلمي، الأدبي، الرياضيات، الفلسفة والاجتماعيات والمهنية.

## التسمية
يستخدم مصطلح التعليم الثانوي في معظم البلدان العربية وهو تطبيق للمفهوم الغربي المعروف بـSecondary Education (التعليم الثاني) على أساس أن النظم المدرسية تعتبر الدراسة المدرسية تشمل مرحلتين هما primary education (التعليم الأولي) والتعليم الثاني، أو الثانوي. بقيت بعض الدول العربية على هذه التسمية حتى الدول التي قسمت مراحل التعليم إلى ثلاث مستويات هي: الابتدائي، الإعدادي والثانوي.
وكذلك في بعض البلدان العربية، يستخدم مصطلحات أجنبية لوصف هذه المرحلة منها: الليسيه، والسيكوندير والهاي سكول. إما في الدول الغربية، فتستخدم المصطلحات التالية: هاي سكول (high school، المدرسة العليا)، أكاديميس (academies، الأكاديمي)، جيمناسيا (في أوروبا والاتحاد الروسي)، ميدل سكول (middle school، المدرسة المتوسطة)، كليات النوع السادس (sixth-form colleges)، المدارس المهنية (vocational schools) والمدارس التحضيرية (preparatory schools).

## التعليم الثانوي في البلاد العربية

### الأردن
تمتد فترة التعليم الثانوي في الأردن سنتين ويخدم الفئات العمرية بين 16 و18 سنة. وهو مجاني غير إلزامي. وهو يتبع مرحلة التعليم الأساسي التي تبلغ مدتها 10 سنوات. وينقسم التعليم الثانوي إلى قسمين:
- التعليم الثانوي التطبيقي: وهو نظام تطبيق عملي يهيئ الطالب لسوق العمل مباشرة.
- التعليم الثانوي الشامل الذي يتكون من مسارين: مسار التعليم الثانوي العام الأكاديمي ويتضمن خيارين هُما علمي وأدبي، ومسار التعليم الثانوي المهني يتضمن التدريب في خيارات مهنية عديدة تشمل مجالات الدراسة التجارية والصناعية والزراعية والاقتصاد المنزلي والفندقة.

بذلك يمكن لخريج الثانوية متابعة دراساته العليا في التعليم الجامعي المتوسط أو التعليم العالي الجامعي.

### تونس
ينقسم التعليم الثانوي في تونس إلى مرحلة أولى لمدة 3 سنوات، ويشار إليها أحياناً بالمرحلة الثانية من التعليم الأساسي العام، ومرحلة أخرى لمدة 4 سنوات أخرى.

### مصر
تسمى المرحلة الثانوية في مصر بالثانوية العامة وتمتد فترة دراستها لثلاث سنوات. وفي نهايتها، يتابع الطلاب ذو العلامات العالية تحصيلهم في الجامعات، أما بقية الطلاب فيلتحقوا بالمعاهد المتوسطة.و طرحت وزارة التربية و التعليم المصرية تعديلاً جديداً على هذا النظام ليصبح اسمه البكالوريا المصرية و ما زال قيد الحوار المجتمعي.

### العراق
تقسم المرحلة الثانوية في العراق إلى مرحلتين تنتهيان بامتحانات بكالوريا، هما: المرحلة المتوسطة في ثلاث سنوات والمرحلة التحضيرية (الإعدادية) في ثلاث سنوات، ولا يمكن لأي طالب من متابعة تحصيله العلمي الجامعي من دون شهادة البكالوريا التحضيرية.

### سلطنة عُمان
تسمى المرحلة الثانوية في سلطنة عُمان بالتعليم بعد الأساسي ويضم صفوف العاشر والحادي عشر والثاني عشر وتستمر مرحلة الدراسة ثلاث سنوات بين المرحلة العمرية 16 و18 عاماً وتسمى الصف الثاني عشر شهادة الدبلوم العام ويتم فرز النتائج لتحصيلهم على قبول الجامعات من مركز القبول الموحد حيث يتم اختيار الطالب حسب رغباته الدراسية لمرحلة التعليم العالي والتي يتم من خلالها إعداد الطلاب لمستقبلهم التعليمي والعملي مثل مسار التعليم المهني أو التقني/التطبيقي أو الجامعي أو الوظيفة.

### الإمارات العربية المتحدة
```
تسمى المرحلة الثانوية في دولة الإمارات العربية المتحدة التعليم الثانوي، وتتكون من ثلاث سنوات دراسية. تبدأ المرحلة الأولى التي تسمى الصف العاشر كمرحلة أولية في التعليم الثانوي، وتليها المرحلة الثانية الصف الحادي عشر وتنتهي المرحلة الثانوية بالصف الثاني عشر وهي معروفة بإسم التوجيهي.
```

### المملكة المغربية
تسمى المرحلة الثانوية في المغرب الليسي المشتق من اللغة الفرنسية، تمتد فترة التعليم الثانوي 3 سنوات و يخدم الفئات العمرية بين 15 سنة الى 17 سنة و هو مجاني و غير الزامي يتبع المرحلتين الابتدائي الدي يدوم 6 سنوات و الثانوية الإعدادية الدي يدوم 3 سنوات، خلال السنة الأولى يبدأ التلميذ بإختيار أي من الشعب يريد (الجذع المشترك العلمي أو الأدبي أو التكنولوجي) بعد اتمام السنة الأولى يختار التلميذ أي من الشعب التالية (العلوم التجريبية أو العلوم الرياضية إلخ...) يتم اختتام هذه السنة عبر امتحان على صعيد كل جهة من جهات المغرب في السنة التالية المعرفة ب الباكالوريا يختار التلميذ أي من الشعب التالية (علوم الفيزياء والكيمياء أو العلوم الرياضية إلخ...) يتم اختتام هذه السنة عبر إجراء امتحان وطني على صعيد المغرب بعد اتمام هذه المراحل يكون بمقدور التلميد إكمال الدراسة في الجامعة.

## الشهادة
بعد اجتياز امتحانات المرحلة الثانوية يحصل التلميذ على شهادة الثانوية العامة بالمشرق العربي ومصر وليبيا، أما بقية دول المغرب العربي والعراق وسوريا فتسمى شهادة البكالوريا.

## شُعب
في بعض الدول، بعد اجتياز التعليم الأساسي يحق للتلميذ الاختيار بين مدرسة مهنية - المدارس المهنية وشُعب التعليم الثانوي التالية:
- شعبة الآداب بالتركيز على المواد التالية (اللغة العربية، التاريخ، الجغرافيا، عِلم النفس، عِلم الاجتماع، التربية والفكر الإسلامي، مهارات عامة في اللغة الإنجليزية واللغة الفرنسية).
- شعبة العلوم الاقتصادية بالتركيز على المواد التالية (العلوم الاقتصادية، المحاسبة، تسويق، الرياضيات).
- شعبة العلوم التجريبية بالتركيز على المواد التالية (الرياضيات، الفيزياء، الكيمياء، الأحياء، الجيولوجيا).
- شعبة العلوم الرياضياتية بالتركيز على المواد التالية (الرياضيات، الفيزياء، الكيمياء).

في دول أخرى تقتصر الشُعب على شعبتين:
- شعبة العلمي أو شعبة العلوم الطبيعية: وتتضمن مواد الفيزياء والكيمياء والأحياء والجيولوجيا والرياضيات واللغة العربية واللغة الإنجليزية والتربية الإسلامية والحاسب الآلي واللغة الفرنسية.
- شعبة الأدبي أو الشعبة الأدبية: وتتضمن مواد التاريخ والجغرافيا وعلم النفس وعِلم الاجتماع و الإحصاء[بحاجة لمصدر]. والحاسب الآلي واللغة العربية واللغة الإنجليزية والتربية الإسلامية واللغة الفرنسية.